# Ronde van Frankrijk 1912
| Eindklassement    | Eindklassement         | Eindklassement | Eindklassement |
| ----------------- | ---------------------- | -------------- | -------------- |
| Eerste            | Odiel Defraye          | 49 punten      |                |
| Tweede            | Eugène Christophe      | 108 punten     |                |
| Derde             | Gustave Garrigou       | 140 punten     |                |
| Vierde            | Marcel Buysse          | 147 punten     |                |
| Vijfde            | Jean Alavoine          | 148 punten     |                |
| Zesde             | Philippe Thys          | 148 punten     |                |
| Zevende           | Hector Tiberghien      | 149 punten     |                |
| Achtste           | Henri Devroye          | 163 punten     |                |
| Negende           | Félicien Salmon        | 166 punten     |                |
| Tiende            | Alfons Spiessens       | 167 punten     |                |
| Rode Lantaarn     | Maurice Dartigue (41e) | 612 punten     |                |
| Ploegenklassement | Alcyon                 | -              |                |
| Tweede            | ?                      | -              |                |
| Derde             | ?                      | -              |                |

De 10e editie van de Ronde van Frankrijk werd gehouden van 30 juni tot 28 juli 1912. Van de 131 gestarte renners zouden er slechts 41 de finish in Parijs halen. Deze Tour zou de eerste Belgische eindoverwinnaar opleveren.
- Aantal etappes: 15
- Totale afstand: 5319 km
- Gemiddelde snelheid: 27.920 km/h
- Aantal deelnemers: 131
- Aantal uitvallers: 90

## Nieuwigheden en parcours
Een belangrijke technische innovatie in deze Tour was de toepassing van de vrijloop. Tourdirecteur Henri Desgrange zou het gebruik van de vrijloop echter in enkele etappes verbieden omdat naar zijn mening hiermee de renners niet meer de effectieve afstand aflegden omdat ze niet meer gedwongen waren om blijvend te pedaleren.
De etappeplaatsen waren identiek aan de Toureditie van 1911, zij het dat het totale parcours echter enkele kilometers korter was. Ook dit jaar werd het klassement met een puntensysteem bepaald; naar later zou blijken zou dit echter de laatste keer zijn.

## Wedstrijdverloop
Voor aanvang van de Tour was Lucien Petit-Breton bestempeld als de grootste favoriet voor de eindoverwinning. In de tweede etappe kreeg hij in de buurt van Armentières een aanrijding met een koe en moest hij de strijd staken. De Belgische kampioen Odiel Defraye nam al in de derde etappe de leiding in het klassement en gaf deze niet meer af tot de finish in Parijs. Wel kon de Franse favoriet Eugène Christophe aanvankelijk zijn achterstand nog gedeeltelijk goedmaken door drie etappeoverwinningen op rij, maar in de eerste Pyreneeënetappe kon Defraye een beslissende voorsprong nemen. Op dezelfde dag staakte een andere Franse topfavoriet Octave Lapize de strijd en was de eerste eindoverwinning van een Belgisch wielrenner niet meer in gevaar.
De Belgen waren zeer succesvol in deze Tour. Van de tien eersten in het eindklassement waren er 7 Belgen. Naast eindwinnaar Odiel Defraye waren dat Marcel Buysse (4de), Philippe Thys (6de), Hector Tiberghien (7de), Henri Devroye (8ste), Félicien Salmon (9de) en Alfons Spiessens (10de).

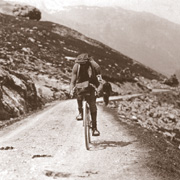
Eugène Christophe op de Galibier

## Belgische en Nederlandse prestaties
In totaal namen er 28 Belgen en 0 Nederlanders deel aan de Tour van 1912.

### Belgische etappezeges
- Odiel Defraye won de 2de, 7de en 9de etappe
- Louis Mottiat won de 10e etappe
- Louis Heusghem de 12de.

### Nederlandse etappezeges
- In 1912 waren er geen Nederlandse etappezeges.

## Etappes
| Etappe | Start - Finish        | km  | Etappewinnaar       | Leider Klassement   |
| ------ | --------------------- | --- | ------------------- | ------------------- |
| 1.     | Parijs - Duinkerke    | 351 | Charles Crupelandt  | Charles Crupelandt  |
| 2.     | Duinkerke - Longwy    | 388 | Odiel Defraye       | Vincenzo Borgarello |
| 3.     | Longwy - Belfort      | 331 | Eugène Christophe   | Odiel Defraye       |
| 4.     | Belfort - Chamonix    | 344 | Eugène Christophe   | Odiel Defraye       |
| 5.     | Chamonix - Grenoble   | 366 | Eugène Christophe   | Odiel Defraye       |
| 6.     | Grenoble - Nice       | 323 | Octave Lapize       | Odiel Defraye       |
| 7.     | Nice - Marseille      | 334 | Odiel Defraye       | Odiel Defraye       |
| 8.     | Marseille - Perpignan | 335 | Vincenzo Borgarello | Odiel Defraye       |
| 9.     | Perpignan - Luchon    | 289 | Odiel Defraye       | Odiel Defraye       |
| 10.    | Luchon - Bayonne      | 326 | Louis Mottiat       | Odiel Defraye       |
| 11.    | Bayonne - La Rochelle | 379 | Jean Alavoine       | Odiel Defraye       |
| 12.    | La Rochelle - Brest   | 470 | Louis Heusghem      | Odiel Defraye       |
| 13.    | Brest - Cherbourg     | 405 | Jean Alavoine       | Odiel Defraye       |
| 14.    | Cherbourg - Le Havre  | 361 | Vincenzo Borgarello | Odiel Defraye       |
| 15.    | Le Havre - Parijs     | 317 | Jean Alavoine       | Odiel Defraye       |

 winnaars gele trui · 
 puntenklassement · 
 bergklassement · 
 jongerenklassement · 
 tussensprintklassement · 
 combinatieklassement · 
 ploegenklassement · 
 strijdlust · 
rode lantaarn
records · meeste deelnames · ranglijst etappewinnaars · bekende beklimmingen · valpartijen · dopinggevallen · Grand Départ · Souvenir Henri Desgrange
1903 · 
1904 · 
1905 · 
1906 · 
1907 · 
1908 · 
1909 · 
1910 · 
1911 · 
1912 · 
1913 · 
1914 ·
1915 ·
1916 ·
1917 ·
1918 · 
1919 · 
1920 · 
1921 · 
1922 · 
1923 · 
1924 · 
1925 · 
1926 · 
1927 · 
1928 · 
1929 · 
1930 · 
1931 · 
1932 · 
1933 · 
1934 · 
1935 · 
1936 · 
1937 · 
1938 · 
1939 · 
1940 ·
1941 ·
1942 ·
1943 ·
1944 ·
1945 ·
1946 ·
1947 · 
1948 · 
1949 · 
1950 · 
1951 · 
1952 · 
1953 · 
1954 · 
1955 · 
1956 · 
1957 · 
1958 · 
1959 · 
1960 · 
1961 · 
1962 · 
1963 · 
1964 · 
1965 · 
1966 · 
1967 · 
1968 · 
1969 · 
1970 · 
1971 · 
1972 · 
1973 · 
1974 · 
1975 · 
1976 · 
1977 · 
1978 · 
1979 · 
1980 · 
1981 · 
1982 · 
1983 · 
1984 · 
1985 · 
1986 · 
1987 · 
1988 · 
1989 · 
1990 · 
1991 · 
1992 · 
1993 · 
1994 · 
1995 · 
1996 · 
1997 · 
1998 · 
1999 · 
2000 · 
2001 · 
2002 · 
2003 · 
2004 · 
2005 · 
2006 · 
2007 · 
2008 · 
2009 · 
2010 · 
2011 · 
2012 · 
2013 · 
2014 · 
2015 · 
2016 · 
2017 · 
2018 · 
2019 ·
2020 · 
2021 · 
2022 · 
2023 · 
2024 · 
2025